# Pseudoparis
Pseudoparis es un género de plantas con flores de la familia Commelinaceae. Comprende 3 especies descritas y  aceptadas.
Es originario de Madagascar.

## Taxonomía
El género fue descrito por Eugène Henri Perrier de la Bâthie y publicado en Notulae Systematicae. Herbier du Museum de Paris 5(3): 176. 1936. La especie tipo es: Pseudoparis cauliflora H.Perrier

## Especies aceptadas
A continuación se brinda un listado de las especies del género Pseudoparis aceptadas hasta noviembre de 2013, ordenadas alfabéticamente. Para cada una se indica el nombre binomial seguido del autor, abreviado según las convenciones y usos.
- Pseudoparis cauliflora H.Perrier
- Pseudoparis monandra H.Perrier
- Pseudoparis tenera (Baker) Faden